# Гиорги Квирикашвили
Гиорги Квирикашвили (груз. გიორგი კვირიკაშვილი; Тбилиси, 20. јул 1967) је грузијски политичар који је од 30. децембра 2015. до 13. јуна 2018. био премијер Грузије. Пре тога био је министар економије и одрживог развоја од 25. октобра 2012. до 1. септембра 2015, министар спољних послова од 1. септембра 2015. до 30. децембра 2015. и заменик премијера од 26. јула 2013. до 30. децембра 2015. године. Квирикашвили је водио иницијативе за унапређење евро-атлантских и европских интеграција и истакао Грузију као атрактивну локацију за страна улагања. Дана 20. јуна 2018. грузијски парламент је изабрао Мамука Бахтадзеа, који је претходно био министар финансија да наследи Квирикашвилија са 99-6 гласова.

## Образовање
Квирикашвили је рођен у Тбилисију, прошао је обавезну војну службу у совјетској војсци од 1986. до 1988. године. Дипломирао је на Државном медицинском универзитету у Тбилисију са дипломом интерне медицине 1991. године, а затим економију на Државном универзитету у Тбилисију 1995. године. 1998. магистрирао је финансије на Универзитету Илиноиса.

## Каријера
Квирикашвили је радио као извршни директор разних банака у Грузији од 1993. до 1999. године и као заменик шефа фискалне и монетарне канцеларије у Државној канцеларији председника Грузије 1999. године. Од 1999. до 2004. године био је заступник у парламенту Грузије на листи странке Уније грађана Грузије. Након што је Револуција ружа помела Михаила Сакашвилија за председништво Грузије, Квирикашвили се вратио својим предузећима. Од 2006. до 2011. године био је генерални директор Карту банке, чији је власник милијардер Бидзина Иванишвили. Уласком Иванишвилија у политику и победом његове коалиције "Грузијски сан" над Сакашвилијевим уједињеним националним покретом на парламентарним изборима у октобру 2012. године, Квирикашвили је постављен за министра економије и одрживог развоја Грузије у кабинету Бидзина Иванишвилија у октобру 2012. године. Функцију потпредседника владе преузео је у јулу 2013. године. Обе ове позиције задржао је у наредном кабинету Ираклија Гарибашвилија, Иванишвилијев избор за његовог наследника у новембру 2013.
У децембру 2015. Квирикашвилија је предложила коалиција "Грузијски сан" за новог премијера након што је Иракли Гарибашвили најавио оставку. Квирикашвили и његов будући кабинет освојили су гласање о поверењу у Парламенту са 86 гласова за и 28 против, дана 30. децембра 2015. Квирикашвили-јева влада фокусирана је на раст економије и промовисање предузетништва. Квирикашвили је рекао да би желео да грузијско-амерички односи „буду окосница регионалне стабилности, економског развоја и демократизације“.